# Лос Анджелис Кингс
Лос Анджелис Кингс е отбор от НХЛ, основан в Лос Анджелис, Калифорния. Състезава се в Западната конференция, Тихоокеанска дивизия.
Печелили са Тихоокеанската дивизия веднъж (1991). Достигат финала за Купа Стенли през 1993, който губят от Монреал Канейдиънс (1:4 победи).
Печелят Купа Стенли през 2012 г. 